# Nemotelus infortunatus
Nemotelus infortunatus is een vliegensoort uit de familie van de wapenvliegen (Stratiomyidae). De wetenschappelijke naam van de soort is voor het eerst geldig gepubliceerd in 2010 door Kahanpaa.